# Подстёпки (Воронежская область)
Подстёпки — село в Воронежской области.
Входит в Борисоглебский городской округ.

## География

### Улицы
- ул. Луговая.

## Население
| 2010 |
| ---- |
| 47   |